# Экономические тигры

ВВП на душу населения в четырёх азиатских тиграх (Сингапур, Гонконг, Тайвань и Южная Корея) с 1960 по 2014 год

«Экономические тигры» (англ. tiger economy) — образное наименование экономик стран, демонстрирующих очень высокие темпы экономического роста.
Выделяются следующие виды «хвостатых-полосатых» экономик:
- «четыре азиатских тигра» (Four Asian Tigers), или «восточноазиатские тигры» (East Asian Tigers), или «четыре азиатских малых дракона» (Asia’s Four Little Dragons) — экономики Южной Кореи, Сингапура, Гонконга и Тайваня, демонстрировавшие очень высокие темпы экономического развития с начала 60-х до 90-х годов XX века;
- «Азиатские тигры второй волны» (Four New Asian Tigers) — экономики Вьетнама, Индонезии, Филиппин, Таиланда и Малайзии, которые весьма быстро развиваются в последние годы;
- «балтийские тигры» (Baltic Tiger) — экономики стран Прибалтики в 2000—2007 годах (до мирового финансово-экономического кризиса, начавшегося в 2008 году);
- «балканский тигр» (Balkan Tiger) — экономика Сербии, начиная с 2000;
- «латиноамериканский тигр[англ.]» (Latin American Tiger) — экономика Чили, начиная с 80-х гг. XX в.;
- Тигр Персидского залива[англ.] — бурный рост экономики города Дубая с 1990-х по 2008 г.;
- Кельтский тигр — экономический термин, используемый для описания экономического роста Ирландии, первый этап которого проходил с 1990-х до 2001 года, когда ВВП страны ежегодно рос на 6-11 %, второй этап наблюдался в 2003 году, третий пик — в 2008 году.;
- Татранский тигр — рост экономики Словакии в 2002—2007 годах и с 2010 года.

Особой разновидностью экономических хищников являются «анатолийские львы» (Anatolian Lions) или «анатолийские тигры» (тур. Anadolu Kaplanları) — ряд городов Турции (в том числе Денизли, Газиантеп, Бурса), в которых необычайно быстрыми темпами развивается индустрия.